# Episodi di Whatever Happened to... Robot Jones? (prima stagione)
La prima stagione della serie animata Whatever Happened to... Robot Jones?, composta da 6 episodi, è stata trasmessa negli Stati Uniti, da Cartoon Network, dal 19 luglio al 13 settembre 2002.
| n° | Titolo originale  | Prima TV USA      |
| -- | ----------------- | ----------------- |
| 1  | P.U. To P.E.      | 19 luglio 2002    |
| 1  | Vacuum Friend     | 19 luglio 2002    |
| 2  | Cube Wars         | 26 luglio 2002    |
| 2  | Sickness          | 26 luglio 2002    |
| 3  | Parents           | 2 agosto 2002     |
| 3  | Embarrassment     | 2 agosto 2002     |
| 4  | Politics          | 9 agosto 2002     |
| 4  | Growth Spurts     | 9 agosto 2002     |
| 5  | Electric Boogaloo | 24 agosto 2002    |
| 5  | The Groovesicle   | 6 settembre 2002  |
| 6  | Jealousy          | 13 settembre 2002 |
| 6  | Scantron Love     | 13 settembre 2002 |

## P.U. To P.E.
- Diretto da: Greg Miller
- Scritto da: Greg Miller

### Trama
Robot Jones teme di doversi fare la doccia durante la lezione di ginnastica poiché pensa che si arrugginirà.

## Vacuum Friend
- Diretto da: Greg Miller
- Scritto da: Greg Miller

### Trama
Pensando che umani e robot non possono essere amici, Robot Jones fa amicizia con un aspirapolvere.

## Cube Wars
- Diretto da: Greg Miller
- Scritto da: Greg Miller, Kevin Kaliher e Mike Bell

### Trama
Tutti diventano ossessionati dalla risoluzione del loro Wonder Cubes, tuttavia la mente superiore di Robot Jones gli permette di risolverlo quasi istantaneamente. Gli Yogman decidono quindi di sabotare il suo cubo e questo inizia a non funzionare correttamente.

## Sickness
- Diretto da: Greg Miller
- Scritto da: Greg Miller, Kevin Kaliher e Mike Bell

### Trama
Gli Yogman fanno uno scherzo a Robot Jones inserendo un floppy disk pieno di virus nella sua unità a disco, portandolo ad ammalarsi gravemente.

## Parents
- Diretto da: Greg Miller
- Scritto da: Greg Miller, Dave Smith e Paul Tibbitt

### Trama
Robot Jones deve portare i suoi genitori alla serata genitore-insegnante della scuola media. Quando i suoi genitori lo mettono in imbarazzo, Robot Jones tenta di ignorarli tuttavia fallisce nel tentativo.

## Embarrassment
- Diretto da: Greg Miller
- Scritto da: Greg Miller, Dave Smith e Paul Tibbitt

### Trama
Robot Jones vuole invitare Shannon all'Harvest Dance, tuttavia il suo nervosismo causa un malfunzionamento del suo scarico ogni volta che si avvicina a lei.

## Politics
- Diretto da: Greg Miller
- Scritto da: Greg Miller

### Trama
Robot Jones si candida a presidente del consiglio studentesco.

## Growth Spurts
- Diretto da: Greg Miller
- Scritto da: Greg Miller

### Trama
Robot Jones si modifica in modo tale da essere abbastanza alto da essere accettato nella squadra di basket.

## Electric Boogaloo
- Diretto da: Greg Miller e Rob Renzetti
- Scritto da: Greg Miller

### Trama
Lenny e Denny Yogman cercano di ingannare Robot Jones facendogli credere di essere suo amico in modo da potergli rubare il cervello.

## The Groovesicle
- Diretto da: Greg Miller e Rob Renzetti
- Scritto da: Greg Miller

### Trama
Robot Jones e Socks guardano un episodio di The Groovesicle, una serie televisiva di video musicali con l'esibizione di una band chiamata The Lavender Fudge Experience.

## Jealousy
- Diretto da: Greg Miller
- Scritto da: Greg Miller, Clay Morrow e Walt Dohrn

### Trama
Robot Jones prova gelosia nei confronti di un androide di nome Finkman, che riesce a far innamorare Shannon (così come il resto della scuola).

## Scantron Love
- Diretto da: Greg Miller
- Scritto da: Greg Miller, Clay Morrow e Walt Dohrn

### Trama
Robot fa amicizia con la macchina Scantron della scuola per cercare di ottenere le risposte per i suoi test di storia, presto distribuendo le risposte al resto della classe.